# Bastian Vásquez
Bastian Alexis Vásquez (9 de abril de 1990-2015), también conocido por su seudónimo Abu Safiyyah, fue un yihadista y militante noruego de origen chileno que hizo apariciones destacadas en videos de propaganda del Estado Islámico de Irak y el Levante (ISIS). Se presume que murió en enero, abril o mayo de 2015 en un incidente no relacionado con los combates.

## Inicios
De origen chileno, nació en Skien, Noruega el 9 de abril de 1990. Pertenecía a un grupo de cantantes de hip hop. Se unió al grupo islamista "Profetens Ummah" ("La umma del profeta") después de convertirse al Islam cuando era un adolescente, supuestamente reclutado por Mohyeldeen Mohammad, un activista político e islamista noruego de origen iraquí que se ha visto envuelto en varias controversias. Vivió en Barcelona, España, donde frecuentaba contactarse con grupos salafistas. En 2012, viajó a Siria. En 2013, se le ordenó comparecer ante un tribunal por haber subido un video en YouTube, amenazando al gobierno noruego y al rey de Noruega.

## Estado Islámico
Se unió a Estado Islámico (ISIS) en 2013. El 29 de junio de 2014, apareció en un video de propaganda de ISIS hecho por Al Hayat Media Center titulado "El final del Sykes-Picot", donde se le ve mostrando a un grupo de prisioneros en un edificio, después de lo cual el edificio fue volado con Vásquez visto riendo y alabando a Alá. También apareció en otro video donde se le ve hablando de como mató a soldados iraquíes y voló una estación de policía. Después de esto, Noruega lo acusó de terrorismo y empezó a ser buscado por Interpol, mientras que sus cuentas bancarias fueron congeladas. Aunque a menudo se describe como una persona que tuvo un rápido ascenso de rango en ISIS, otros han afirmado que su papel sólo se limitaba al trabajo de propaganda.

### Muerte
Se informa que Vásquez detuvo repentinamente todas las comunicaciones con los individuos que conocía en Noruega en enero, o posiblemente en abril o mayo de 2015. Se presume que fue asesinado como parte de luchas internas en el Estado Islámico, con diferentes teorías sobre la secuencia específica de eventos. Åsne Seierstad escribió en su libro Las dos hermanas de 2016 que Vásquez fue ejecutado por la misma organización tras que mató al hijastro de dos años de otro islamista de Profetens Ummah, esta vez de origen pakistaní, Arfan Bhatti.
El periódico noruego VG escribió que Vásquez falleció mientras fabricaba bombas para ISIS en marzo de 2015.